# Florida, Chile
Florida este un târg și comună din provincia Concepción, regiunea Bío Bío, Chile, cu o populație de 8.916 locuitori (2012) și o suprafață de 608,6 km2. Este situat la 42 km de orașul Concepción.